# Salvo Andò
Salvatore „Salvo“ Andò (* 13. Februar 1945 in Giarre, Provinz Catania) ist ein Italienischer Rechtswissenschaftler, Hochschullehrer und Politiker der Partito Socialista Italiano (PSI), der zwischen 1979 und 1994 Mitglied der Abgeordnetenkammer (Camera dei deputati) und unter anderem Verteidigungsminister Italiens war. Zurzeit ist er Rektor der Universität Enna.

## Leben
Andò absolvierte nach dem Schulbesuch ein Studium der Rechtswissenschaften und begann bereits während seines Studiums seine politische Laufbahn, als er als Kandidat der Partito Socialista Italiano (PSI) 1970 zum Mitglied des Stadtrates von Giarre gewählt wurde, dem er 21 Jahre lang bis 1991 angehörte. Nach Abschluss des Studiums war er zwischen 1972 und 1974 zunächst Dozent für öffentliches Recht an der Universität Bologna sowie anschließend von 1975 bis 1977 Dozent für öffentliches Recht der USA an der Universität Catania, ehe er dort zwischen 1977 und 1980 Dozent für öffentliches Recht war. Danach lehrte er zwischen 1980 und 2002 als außerordentlicher Professor öffentliches Recht an der Universität Catania.
Bei den Wahlen vom 27. Juni 1979 wurde Andò für die PSI im Wahlbezirk Catania erstmals zum Mitglied der Abgeordnetenkammer (Camera dei deputati) gewählt und gehörte dieser von der achten bis zum Ende der elften Legislaturperiode am 14. April 1994 an.
Zu Beginn seiner Parlamentszugehörigkeit war er vom 22. Mai 1980 bis zum 15. Juli 1981 Vize-Vorsitzender des Ausschusses für Unterricht und schöne Künste sowie später zwischen dem 9. Dezember 1981 und dem 1. Juli 1987 Vize-Vorsitzender des Parlamentarischen Untersuchungsausschusses zur Freimaurerloge Propaganda Due (P2). Während der zehnten und elften Legislaturperiode war er vom 19. April 1991 bis zum 28. Juni 1992 Vorsitzender der PSI-Fraktion in der Abgeordnetenkammer.
Am 28. Juni 1992 wurde Andò von Ministerpräsident Giuliano Amato als Verteidigungsminister (Ministro della Difesa) in dessen erstes Kabinett berufen, dem er bis zum 28. April 1993 angehörte.
Nach seinem Ausscheiden aus Regierung und Abgeordnetenkammer wurde er 1994 Gastprofessor an der juristischen Fakultät der Universität Malta, an der er bis 2007 lehrte. 
Seit 2004 ist er Gründungsrektor der Universität Enna. 2005 übernahm er darüber hinaus eine ordentliche Professur am Lehrstuhl für Verfassungsrecht an der Universität Catania.

## Veröffentlichungen
- Prospettive costituzionali del caso Watergate, 1974
- Conflitti collettivi ed ordinamento costituzionale, 1974
- Crisi politica e riforma delle istituzioni. Dal caso italiano alla Comunità Europea, 1981
- Partito dei giudici e giudici di partito, 1989
- La droga illecita, 1991
- Regionalismo e federalismo, due modelli a confronto, 1993
- Il declino della neutralità nell’attuale fase del costituzionalismo europeo. Il caso di Malta, 2002
- Human Rights what Future, 2005
- Oltre la tolleranza, Mitautor Ciro Sbailò, 2005, ISBN 88-87509-68-9
- La resa della Repubblica, 2006, ISBN 88-87509-68-9
- Il Dizionario Riformista - agenda per un riformismo solidale e moderno, 2006
- Il mondo nuovo di Barak Hussein Obama, Mitautoren Ciro Sbailò, Anna Lucia Valvo, Elio Rossitto und Lucia Corso, 2012